# Europäisch-Festländische Provinz der Brüderunität
| Europäisch-Festländische Provinz (EFBU) Europese Continentale Provincie European Continental Province | Europäisch-Festländische Provinz (EFBU) Europese Continentale Provincie European Continental Province |
| --- | --- |
| | |
| Kirche                                                                                                | Ev. Brüdergemeine (EBU)                                                                               |
| Staat                                                                                                 | Albanien, Dänemark, Deutschland, Estland, Lettland, Niederlande, Schweden und Schweiz                 |
| Sitz                                                                                                  | Bad Boll, Herrnhut und Zeist                                                                          |
| Bestandszeitraum                                                                                      | seit 1857                                                                                             |
| Fläche                                                                                                | 1.071.907 km² (2013)                                                                                  |
| Distrikte                                                                                             | keiner 1946–1992: zwei                                                                                |
| Gliedgemeinden                                                                                        | 24 (2021)                                                                                             |
| Sozietäten und Missionen                                                                              | 17 (2021)                                                                                             |
| Einwohner                                                                                             | 127.390.365 (2012)                                                                                    |
| Gemeinmitglieder                                                                                      | 16.000 (2022)                                                                                         |
| Webseite                                                                                              | http://www.ebu.de/                                                                                    |

Die Europäisch-Festländische Provinz der Brüderunität (niederländisch Europese Continentale Provincie van de Broedergemeente; englisch European Continental Province of the Moravian Church) ist eine von derzeit 24 Unitätsprovinzen der Herrnhuter Brüdergemeine (auch Evangelische Brüder-Unität (EBU) bzw. Brüdergemeine, lateinisch Unitas Fratrum). Ferner bestehen noch fünf Missionsprovinzen.
Der Name der Europäisch-Festländischen Provinz rührt daher, dass sie Kirchengemeinden und andere Gemeinschaftsformen in acht verschiedenen europäischen Ländern umfasst (Albanien, Dänemark, Deutschland, Estland, Lettland, Niederlande, Schweden und Schweiz) mit ca. 16.000 Mitgliedern. Weitere Provinzen in Europa sind die Britische und die Tschechische Provinz der Brüderunität.

## Aufbau, Aufgaben und Organe
Die Europäisch-Festländische Provinz umfasst 24 brüderische Kirchengemeinden, davon 16 in Deutschland, sieben in den Niederlanden und eine in Dänemark, sowie 13 andere Gemeinschaftsformen, wie Sozietäten und Missionen, davon fünf Sozietäten in der Schweiz, drei in Deutschland, zwei in Schweden, sowie die jeweils nicht untergliederten, sondern landesweit aktiven Missionen in Albanien, Estland und Lettland. Sozietäten sind Gruppen von Gemeinmitgliedern, die in Zusammenarbeit mit Kirchengemeinden anderer Kirchengemeinschaften, oft bei doppelter Mitgliedschaft, Glauben und brüderische Tradition pflegen. Außerdem unterhält die Provinz sechs Missionswerke, die Brāļu draudzes misija in Lettland, die Brødremenighedens Danske Mission, die Föreningen Evangeliska Brödrakyrkans Vänner in Schweden, die Herrnhuter Missionshilfe, die Mission21 in der Schweiz und die Zeister Zendingsgenootschap in den Niederlanden.

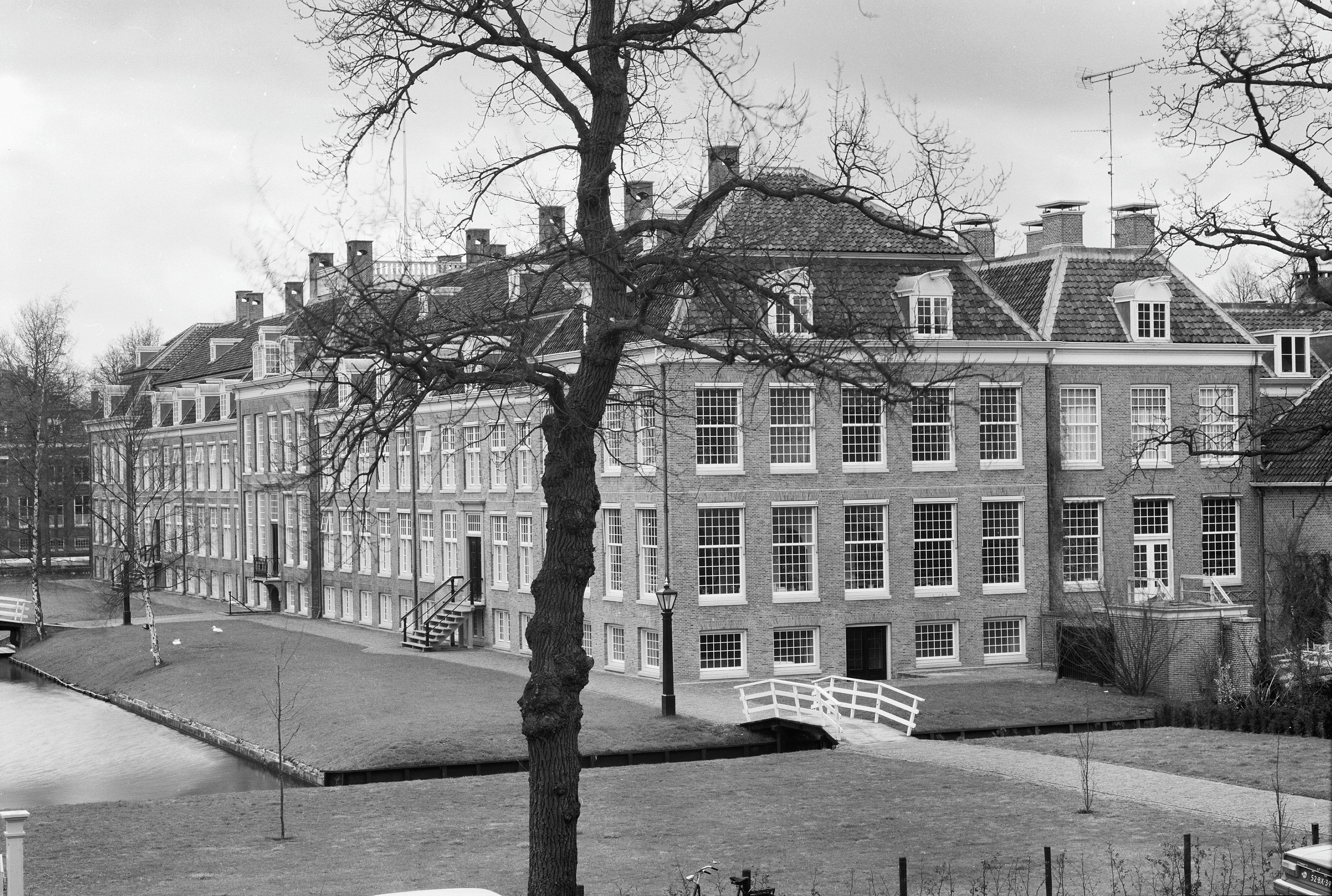
Das Provinciaal Bestuur (Rückfront) im Broederhuis zu Zeist

 Kirchengemeinden und andere Gemeinschaftsformen wählen Delegierte für die Synode der Europäisch-Festländischen Provinz, die alle zwei Jahre tagt und oberstes legislatives Organ der Provinz ist. Die Synode wählt ihren Synodalvorstand sowie Ausschüsse für bestimmte Aufgaben. So führt der mit Ehrenamtlichen besetzte intersynodale Finanzausschuss die Finanzen der Kirchenprovinz. Die Synode wählt ferner Vertreter für die Unitätssynode (bis 1957 Generalsynode) der Gesamtkirche, die alle sieben Jahre tagt. Die provinziale Synode wählt auf jeweils sechs Jahre für die Europäisch-Festländische Provinz eine Provinzialkirchenleitung, die in fünf Abteilungen gegliederte Unitätsdirektion, mit ihren Abteilungen verteilt auf die drei Orte Bad Boll (Unitätshaus), Herrnhut (Vogtshof) und Zeist (niederländisch Provinciaal Bestuur; d. h. Provinzialleitung). Die Direktion beaufsichtigt die Missionswerke, die übergemeindlichen Dienste und Einrichtungen sowie Kirchengemeinden und die anderen Gemeinschaftsformen. In den Leitungsgremien verbundener aber selbständiger Stiftungen wirken Vertreter der Direktion mit.
Geprägt vom Pietismus, engagieren sich die Provinz und ihre Gliedgemeinden in ihrem Gebiet, wie die Brüdergemeine weltweit, in der Seelsorge, in der Bildung, in der Hilfe für Arme, der Alten- und Krankenpflege. Die übergemeindlichen Dienste der Provinz umfassen die Ziehung der Herrnhuter Losungen und ihre Veröffentlichung, die Jugendarbeit, die Schwesternarbeit, die Pflege der Kirchenmusik, die Öffentlichkeitsarbeit, die Mittelbeschaffung und die Vertretung der Brüdergemeine nach außen.
Die nichtselbständigen Einrichtungen umfassen Schulen in Königsfeld im Schwarzwald, Tossens und Zeist, sechs Kindergärten, das Tagungs- und Erholungsheim Herrnhut und das Rüstzentrum Sonnenschein in Ebersdorf. Rechtlich und etatmäßig selbständig, aber der Brüdergemeine verbunden, sind die Stiftung Diakonissenhaus Emmaus in Niesky, die Stiftung Herrnhuter Diakonie (Altenhilfe, Behindertenhilfe, Bildung sowie Hospiz- und Palliativarbeit an vier Standorten in Sachsen und Sachsen-Anhalt), das Zinzendorf-Gymnasium in Herrnhut sowie sechs Unternehmen, darunter die Abraham Dürninger GmbH & Co., eine Textildruckbetrieb, und die Herrnhuter Sterne GmbH.

## Ökumenische Beziehungen
Die Provinz pflegt intensiv ökumenische Beziehungen u. a. durch ihre Mitgliedschaften in der Konferenz Europäischer Kirchen, der Gemeinschaft Evangelischer Kirchen in Europa (Leuenberger Kirchengemeinschaft), im Ökumenischen Rat der Kirchen, in der Evangelischen Allianz. Ferner ist der deutsche Zweig der Provinz der Evangelischen Kirche in Deutschland angegliedert sowie Mitglied der Arbeitsgemeinschaft Christlicher Kirchen in Deutschland und Gastmitglied in der Vereinigung Evangelischer Freikirchen; der niederländische Zweig ist Mitglied im Raad van Kerken in Nederland.

## Geschichte
Die Generalsynode, das oberste legislative und Vertretungsorgan der gesamten Brüdergemeine, setzte 1764 das Unitätsdirektorium als Kirchenleitung ein. 1769 wurde das Unitätsdirektorium als Unitätsältestenkonferenz (UAC) reorganisiert. In der Zeit zwischen zwei aufeinander folgenden Generalsynoden bildete die UAC Leitung und Oberaufsicht über die weltweite Brüdergemeine.
Die durch erfolgreiche Mission und positive Geburtenentwicklung personell erstarkten Moraven verlangten für die Brüdergemeine in Nordamerika stärkere Selbstbestimmung und weniger als Dominanz empfundenen Herrnhuter Zentralismus. 1818 drangen die Moraven auf der Generalsynode mit ihrem Ansinnen nicht durch. Doch die neue Unitätsverfassung von 1857 trug ihren Wünschen Rechnung, indem die Gesamtkirche in Kirchenprovinzen untergliedert wurde. Die Britische und die Nordamerikanische Provinz der (anfangs in zwei Distrikte unterteilt, die 1899 zu eigenständigen Provinzen wurden) entstanden neu; die Brüdergemeine in Europa (ohne Britannien) bildete nunmehr die Europäisch-Festländische Provinz. Jede Provinz war in juristischer und vermögensrechtlicher Hinsicht unabhängig. Während für die beiden erstgenannten Provinzen eine Provinzialältestenkonferenz (PAC) eingerichtet wurde, fungierte die UAC der Gesamtkirche zugleich als Provinzialleitung für die Europäisch-Festländische Provinz.

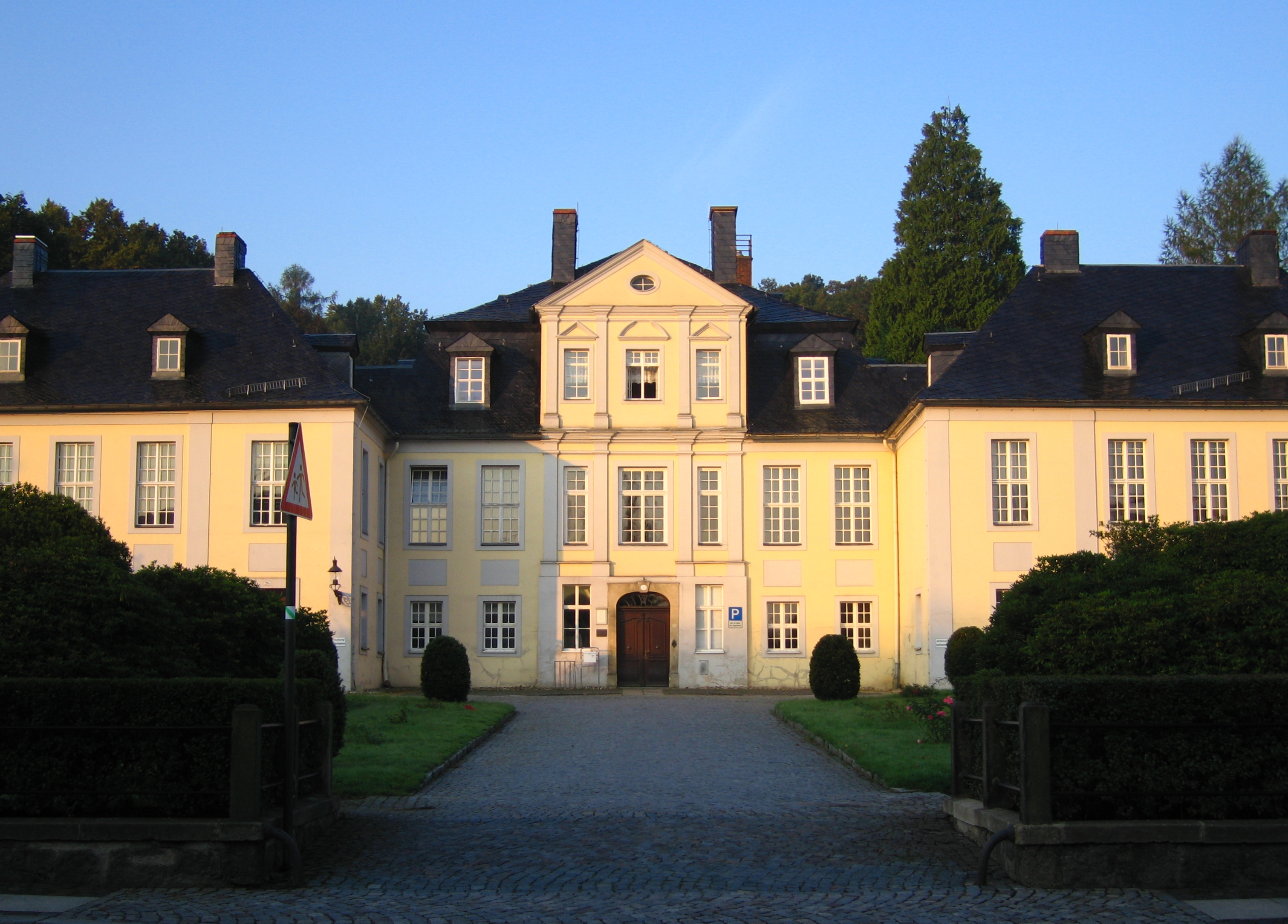
Der Vogtshof in Herrnhut, seit 1913 Sitz der europäisch-festländischen Unitätsdirektion

 Die Generalsynode löste 1899 die UAC in ihrer bisherigen Gestalt auf und setzte an ihre Stelle die Unitätsdirektion. Die Leitung der Europäisch-Festländischen Provinz lag somit seither bei der Unitätsdirektion in Herrnhut in Sachsen. Die Leitung der Gesamtkirche liegt beim Unitätsvorstand (Unity Board). 1924 schloss sich die Brüdergemeine als assoziiertes Mitglied dem Deutschen Evangelischen Kirchenbund (DEKB) an.
Die Große Depression ab Ende der 1920er Jahre zwang die Europäisch-Festländische Provinz zu Einsparungen, die bis 1932 mehrere pauschale Gehaltskürzungen einschlossen. Auch die Zahl der Synodalen wurde verringert. Die Brüdergemeinen schlossen sich 1932 zum Zwecke der gegenseitigen Unterstützung zum Verband der Brüdergemeinen zusammen.
Während der NS-Zeit verhielten sich viele Gemeinmitglieder konform und loyal zum diktatorischen Regime, viele waren auch Nationalsozialisten. Mit der Überführung des Deutschen Evangelischen Kirchenbundes in die Deutsche Evangelische Kirche (DEK) 1933 ging die Assoziierung der Brüdergemeine auf diese über, ihre Vertreter nahmen an den Nationalsynoden der DEK 1933 und 1934 teil. Doch im Oktober 1933 verwarfen junge brüderische Theologen auf der achten Jung-Theologen-Tagung der Brüdergemeine den Totalitätsanspruch des Nationalsozialismus und Hitlers und reklamierten die zentrale Leitungsfunktion für Jesus von Nazareth. Die Unitätsdirektion dagegen begrüßte die Machtübernahme der Nazis und lobte die große Zustimmung für die NSDAP in brüderischen Ortsgemeinen wie Gnadenfrei und Kleinwelka. Die Unitätsdirektion versuchte sich der vollkommenen Vereinnahmung durch Staat und NS-Ideologie zu entziehen, allerdings ohne je offen den Konflikt zu wagen. Im August 1934 gelobten junge Gemeinmitglieder aus Gnadenfrei, den wahren Nationalsozialismus in der Brüdergemeine zu leben. Gerhard Veil aus Gnadenfrei beabsichtigte, nach dem Vorbild der Deutschen Christen eine Deutsche Brüdergemeine zu gründen, was die Unitätsdirektion aber als Sektierertum zurückwies. 1934 unterstellte die Brüdergemeine ihre Missionsaktivitäten der Schweizerischen Missionshilfe, da die 1931 verhängte staatliche Devisenrationierung in Deutschland (Reichsfluchtsteuer) von den Nazis zunehmend genutzt wurde, Kirchen durch Gewährung oder Verwehrung von Devisen für die Auslandstätigkeit zur Willfährigkeit zu erpressen.

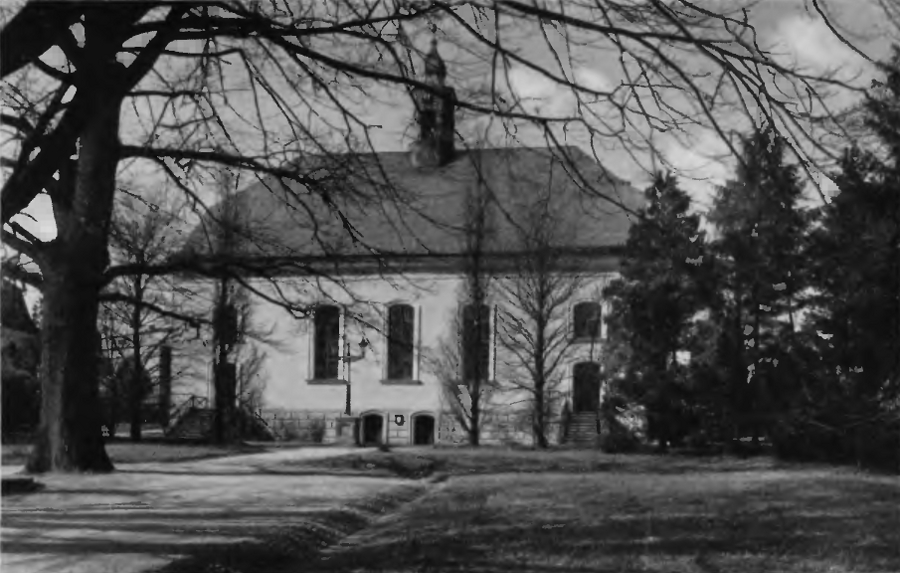
Der Kirchsaal in Gnadenfeld, um 1930

 Auf der Provinzialsynode 1935 legte die Brüdergemeine ein klares Bekenntnis zu beiden Teilen der Bibel (Altes und Neues Testament) ab, welch ersteres Deutsche Christen als jüdisch ablehnten. Auf der Provinzialsynode 1937 beschlossen die Synodalen, dass die Brüdergemeine sich im Kirchenkampf nicht einmischen, sondern nur innere Teilnahme für die kirchliche Gruppen zeigen solle, die am gesamten biblischen Bekenntnisstand festhalten wollen. Die Gemeinen in Breslau und Neuwied unterhielten enge Kontakte zu lokalen Vertretern der schlesischen bzw. rheinischen Bekennenden Kirche. Am Theologischen Seminar in Herrnhut verzeichnete man befriedigt den Zugang von Kandidaten der Bekennenden Kirche der altpreußischen Kirchenprovinz Schlesien.
Während der Gemeinhelfer Erwin Schloss, der jüdische Vorfahren hatte, 1935 nach Bern versetzt wurde, um dem Arierparagraphen Genüge zu tun, verweigerte sich die Unitätsdirektion in Herrnhut den vielfachen Anfragen, ihre internationalen Verbindungen zu nutzen, um als Nichtarier verfolgten Christen und verfolgten Juden zu einer Flucht aus Deutschland zu verhelfen. Die NS-Schulaufsicht sah für die brüderischen Schulen, anders als bei andern Konfessionsschulen, lange keinen Grund, sie in staatliche Hände zu überführen; die brüderischen Pädagogen, meist Parteigenossen, galten der NSDAP als zuverlässig. Selbst dass die NS-Schulbehörden 1940 den Religionsunterricht auch an den brüderischen Schulen verboten, nahm die Unitätsdirektion hin. Am 1. Oktober 1944 übernahm der NS-Staat die brüderischen Schulen dann doch in eigene Regie.
In Herrnhut verblieb die provinziale Kirchenleitung bis kurz vor der sowjetischen Eroberung am 8. Mai 1945, die mit erheblichen Zerstörungen einherging. Der Direktionsvorsitzende Bischof Samuel Baudert und das Direktionsmitglied Kurt Marx flohen nach Westen und erreichten am 7. Juli 1945 Bad Boll, eine Ortsgemeine in Württemberg, wo sie Zuflucht fanden.

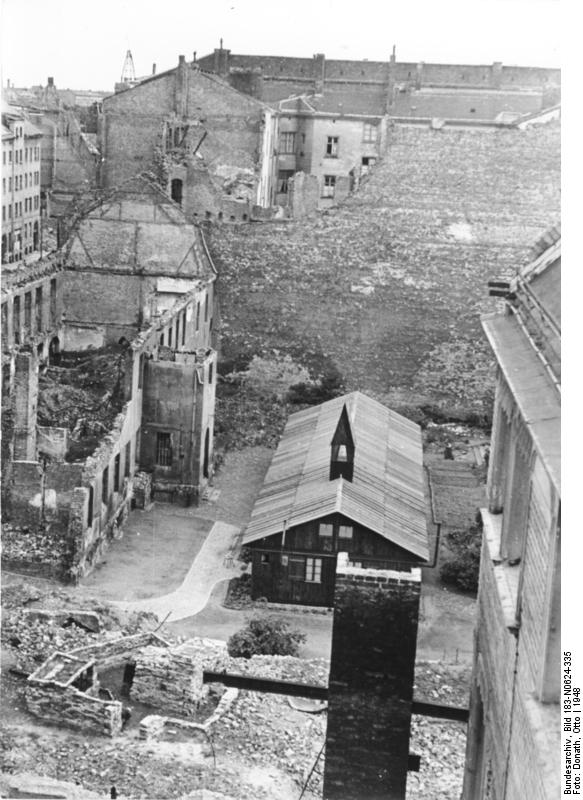
Brüderische Notkirche 1948 in der Wilhelmstraße 136 (Berlin-Kreuzberg), links das 1944 zerstörte Gemeinhaus, der zerstörte Kirchsaal rechts (nicht im Bild).

 Die Brüdergemeinen in Schlesien östlich der Lausitzer Neiße gingen unter, da die dortigen Gemeinmitglieder, etwa ein Drittel aller deutschen Brüder, geflohen und an einer Rückkehr gehindert bzw. vertrieben worden waren. Auch Brüdergemeinen in Böhmen, in Dauba, Gablonz an der Neiße, Herzogwald und Roßbach, gingen mit der Ausbürgerung und Ausweisung der deutschsprachigen Tschechoslowaken unter. 23 Kirchsäle, acht Schulgebäude und viele Unternehmen der Arbeitsgemeinschaft des brüderischen Gewerbes waren zerstört, das brüderische Bankhaus C.F. Goerlitz enteignete die SMAD noch 1945.
Noch im Mai 1945 begegneten Moraven im Dienst der US-Armee bei der Einnahme der Ortsgemeine Ebersdorf dem westwärts strebenden Bischof Baudert, der über diese Soldaten die ersten Nachrichten an die nordamerikanischen Provinzdirektionen in Bethlehem (Nordprovinz) und Winston-Salem (Südprovinz) sandte. Gemeinmitglieder schweizerischer Staatsangehörigkeit in Herrnhut übernahmen Botendienste, deutsche Staatsangehörige unterlagen strengen Reisebeschränkungen. Im Herbst 1945 trafen die ersten Liebesgaben von Moraven bei westdeutschen Gemeinmitgliedern ein, noch vor den ersten CARE-Paketen, die ab August 1946 einliefen. Ab 1947 sandten Moraven Geldspenden über die Brüdergemeine Prag nach Herrnhut.
Im Osten leiteten Johannes Vogt, Walter Baudert und Erwin Förster die Unitätsdirektion. In Bad Boll richteten Bischof Samuel Baudert und Marx zunächst provisorisch eine Leitung für die Brüdergemeine in Dänemark, den Westzonen Deutschlands, den Niederlanden, Schweden und der Schweiz ein. An der Gründungsversammlung des Ökumenischen Rates der Kirchen (ÖRK) in Amsterdam 1948 nahmen dann fünf Brüder, drei aus Deutschland, einer aus der Tschechoslowakei und einer aus Nordamerika teil. Im Jahr darauf trat die Europäisch-Festländische Provinz dem Ökumenischen Rat der Kirchen bei. Im Jahr 1949 wurde sie auch, in Anlehnung an die Mitgliedschaft im DEKB, assoziiertes Mitglied der Evangelischen Kirche in Deutschland (EKD), mit einem Sitz in der Synode, aber ohne Stimmrecht.
Als sich abzeichnete, dass Herrnhut dauerhaft hinter dem Eisernen Vorhang liegen würde, wurde die Europäisch-Festländische Provinz in zwei Bereiche, die Distrikte Ost und West, gegliedert. Distrikte sind in den nordamerikanischen Provinzen gängige geographische Untergliederungen. Beide Distrikte hatten ab 1946 je eigene Synoden und Direktionen mit Sitz in Herrnhut und Bad Boll.
Mit der Aufarbeitung der Verstrickung der Brüdergemeine in nationalsozialistische Anpassung und Verbrechen tat sich die Unität schwer. Die britischen und nordamerikanischen Provinzen beteuerten vor den Besatzungsmächten die Unschuld der deutschen Brüdergemeine. Tschechischsprachige Gemeinmitglieder, die in der Tschechoslowakei hatten bleiben dürfen und die vorher teils selbst Opfer deutscher Besatzer geworden waren, verwandten sich 1947 bei der sowjetischen Kommandantura in Herrnhut für die Brüder in der Sowjetzone. Dass die Brüdergemeinen in Dänemark und den Niederlanden eine bedingungslose Versöhnung mit den deutschen Gemeinmitgliedern ablehnten, empörte viele deutsche Brüder und die Unitätsdirektion. Sie intervenierte unter Vorsitz von Bischof Baudert bei der Brüdergemeine Zeist, bis diese den Beschluss, diejenigen ihrer Brüder auszuschließen, die Mitglieder in der niederländischen Nationaal-Socialistische Beweging gewesen waren, zurücknahm.
Auf der ersten Unitätskonferenz nach dem Kriege in Genf 1947 drängten die Brüdergemeinen in Dänemark, den Niederlanden, Schweden und der Schweiz darauf, sich von den deutschen Brüdern organisatorisch zu trennen. Der Konferenzvorsitzende Clarence H. Shawe konnte den offenen Bruch verhindern, indem er als Kompromiss einstweilen eine unabhängige Finanzstelle einrichten ließ, damit die Finanzbeiträge aus diesen Ländern nicht mehr an die Unitätsdirektion in Bad Boll geleitet würden. Der brüderische Bischof Hermann Georg Steinberg, der den Volkssturm in Herrnhut geleitet hatte und nicht zu intervenieren versucht hatte, als sich die Wehrmacht noch in den letzten Kriegstagen zur Verteidigung in Herrnhut festsetzte, übernahm bis in die 1950er Jahre den Vorsitz in der Unitätsdirektion West.

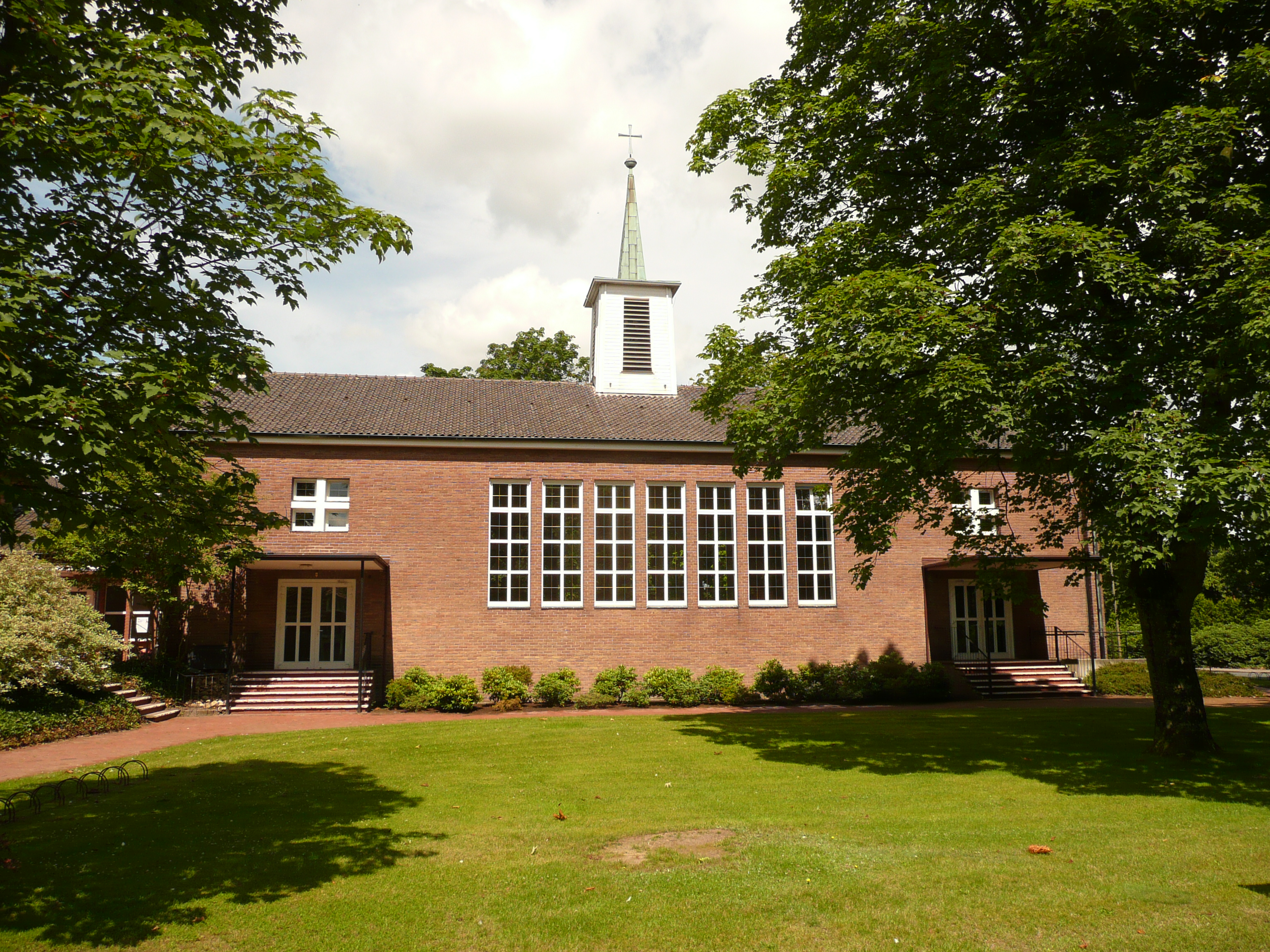
Kirchsaal in Neugnadenfeld

 1948 lebten 5226 Gemeinmitglieder in der Sowjetzone und 4289 in den Westzonen, davon allein 2269 Flüchtlinge und Vertriebene. Im Emsland konnte 1949 eine neue Ortsgemeine, Neugnadenfeld, gegründet werden, der auch viele einst von der Brüdergemeine betreute Protestanten der Diaspora an Warthe und Netze beitraten, die vordem zur Unierten Evangelischen Kirche in Polen gehört hatten.
Der Distrikt Ost wurde später Distrikt Herrnhut genannt. und umfasste zunächst neun, ab 1961 zehn Brüdergemeinen in der DDR und Ost-Berlin, wo nach dem Mauerbau für die Gemeinmitglieder im Sowjetsektor, die von den Gemeineinrichtungen im amerikanischen Sektor abgeschnitten waren, eine neue Gemeine gegründet worden war. Konnte sich die Brüdergemeine in der Sowjetzone bis 1948 relativ gut stabilisieren, so verschärfte sich das Vorgehen gegen die kleine Kirche in späteren Jahren.

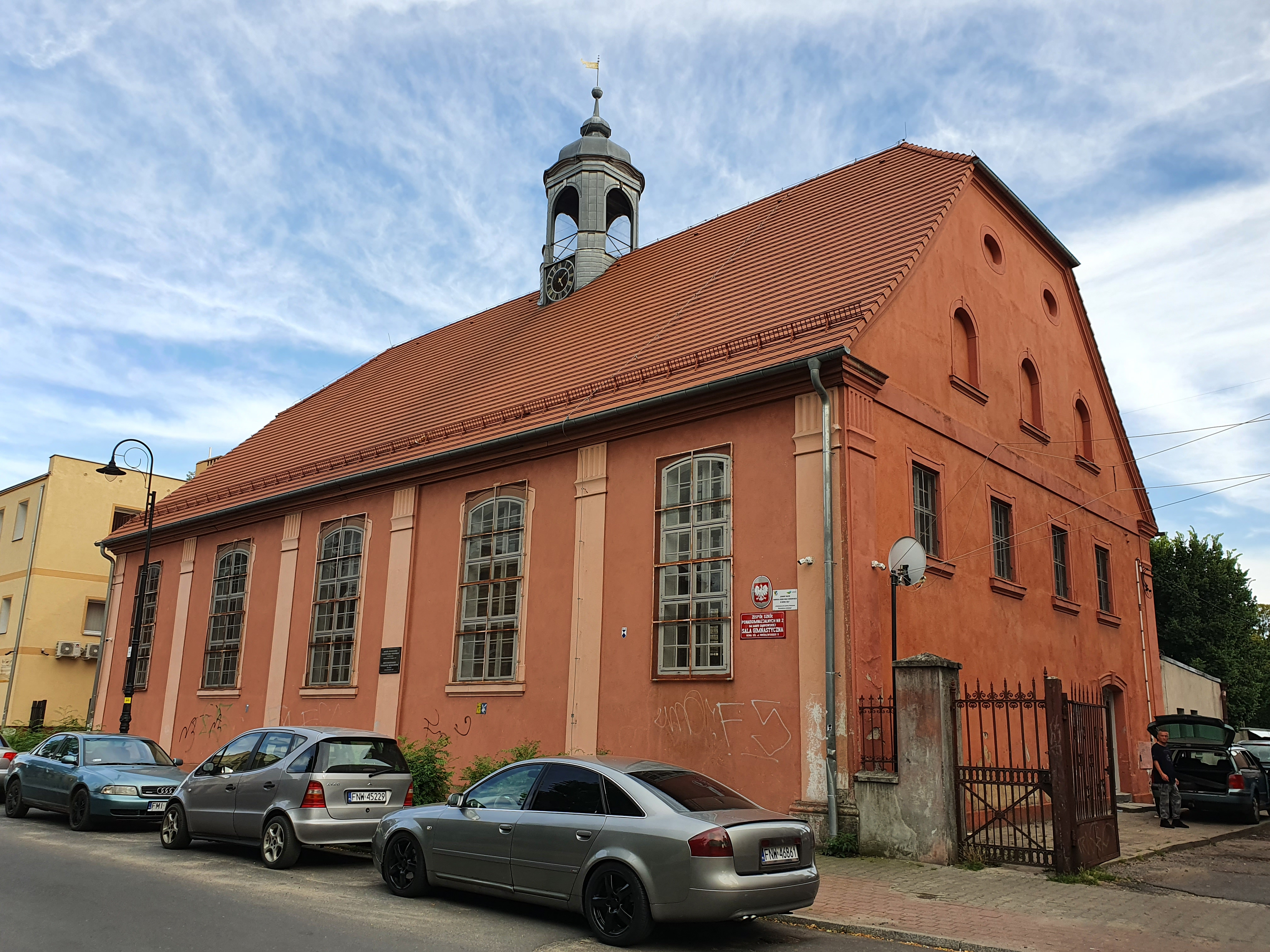
Ehemaliger Kirchsaal in Nowa Sól, jetzt Turnhalle

 Durch die Vernichtung der meisten Gemeinden in Schlesien und staatliche Schikanen insgesamt geschwächt, änderte sich das Verhältnis zwischen Moraven und kontinentaleuropäischen Brüdern, vor allem jenen in Sachsen und in der niederschlesischen Oberlausitz, entscheidend. Mit der weitgehenden Beseitigung der Wirtschaftsgrundlagen des bürgerlichen Milieus in der DDR, begleitet bis zum Mauerbau 1961 von Abwanderung vieler um ihre Existenz oder ihre Erwartungen an die Zukunft gebrachter Gemeinmitglieder nach Westen, änderte sich die Struktur der Mitgliederschaft in der DDR, das kleinbürgerliche Element überwog schließlich. Die Verdrängung der Brüdergemeine in der DDR aus ihren traditionellen Domänen, wie dem Bildungssektor, erzwang die Suche neuer Betätigungsfelder. Wie auch die anderen Religionsgemeinschaften in der DDR musste die Brüdergemeine in der DDR akzeptieren, sich auf wenige belassene Arbeitsgebiete zu beschränken, wie z. B. die Betreuung Alter und Behinderter. Letztere begann 1976.
Internationale Kontakte und Verbindungen zwischen den weltweit aktiven Teilen der Brüdergemeine sowie die Mission im Ausland wurden durch die Reisebeschränkungen der DDR erheblich erschwert. Freier Austausch war nicht mehr möglich. Das Theologische Seminar in Herrnhut wurde nach 1945 nicht wieder eröffnet, Theologen wurden an landeskirchlichen Instituten ausgebildet. Dadurch glich sich die Brüdergemeine den Landeskirchen an und verlor teils die spezifisch brüderische Frömmigkeit; die für Gemeinmitglieder zulässige Doppelmitgliedschaft in einer Landeskirche ließ manche in der Diaspora gestrandeten Gemeinmitglieder ihre Bindung verlieren. Dies war eine Entwicklung, die auch im Westen spürbar war. Dagegen waren Gemeinmitglieder im Westen durch Reisefreiheit und freien Kapitalverkehr (ab 1958) in der Lage, ihre internationalen Verbindungen und Missionsaktivitäten neu zu entfalten.
Die einst mächtige Zentrale Herrnhut war geschwächt, hatte Bedeutung verloren und war auf Hilfe aus der einstigen Peripherie angewiesen. Die Moraven leisteten auf vielerlei Art Beistand, um die Brüdergemeine in Europa zu unterstützen. Die Zusammenarbeit zwischen Bad Boll und Herrnhut war von Spannungen geprägt, da es im Westen zunehmend am Verständnis für die politischen und wirtschaftlichen Zwänge mangelte, mit denen die Brüdergemeine im Osten konfrontiert war.
In amtlichen DDR-Dossiers, die anlässlich der 500-Jahr-Feier der alten Brüderunität in Herrnhut 1957 entstanden, galt die Unitätsdirektion dort der DDR-Staatsführung als auf Linie gebracht und loyal. Im gleichen Jahr wurden die verbliebenen Brüdergemeinen in der Tschechoslowakei aus der Europäisch-Festländischen Provinz ausgegliedert und bilden seither die Tschechische Provinz.
Faktisch war die Unabhängigkeit der Distrikte groß, wie es die politische Lage erzwang. Darin glich diese Organisationsform den späteren Pendants die z. B. in den ebenfalls getrennten Religionsgemeinschaften der Evangelischen Kirche in Berlin-Brandenburg (Regionen Ost und West von 1967 bis 1991) sowie der Evangelischen Kirche der Union (Bereiche Ost und West von 1972 bis 1992). Der Distrikt Herrnhut assoziierte sich 1969 dem Bund der Evangelischen Kirchen in der DDR und verließ die EKD, wie vorher schon die evangelischen Landeskirchen im Osten.
Trotz dieser faktischen Trennung hielten die beiden Distrikte der Europäisch-festländischen Provinz am Ideal der Einheit (Unitas) fest. Beide Distrikte folgten weiter den gleichen Gesangbüchern und der gleichen Ämterordnung. Alle Änderungen in diesen Bereichen wurden nur nach gleichgerichteten Beschlüssen beider Distriktssynoden vorgenommen.
In den 1980er Jahren stand eine weitreichende Revision der Ämterordnung an. Die Änderungsvorschläge wurden auf beiden Distriktssynoden vorbereitet und diskutiert, doch eine so wichtige Veränderung sollte durch eine gemeinsame Provinzialsynode beschlossen werden. Da die DDR ihren Staatsangehörigen die Ausreise kaum erlaubte, entstand der Wunsch, in Herrnhut zu tagen, was die DDR-Führung schließlich zuließ. Die westlichen Synodalen reisten gemeinsam nach Herrnhut und wurden beim Grenzübertritt durch DDR-Grenzpersonal nicht behelligt. Die Synodalen durften sogar einen Photokopierer in die DDR mitbringen, wo sonst Vervielfältigungstechnik in Händen nichtstaatlicher Körperschaften unwillkommen war, um zu diskutierende Entwürfe und Änderungen für die Synodalen vervielfältigen zu können. So tagte die erste Europäisch-Festländische Provinzialsynode nach 1937 für eine Woche im März 1986 in Herrnhut.
Die von der Synode in den 1980er Jahren ausgesprochene Anerkennung des Leidens der Juden während der NS-Herrschaft blieb vage, nannte weder Ross noch Reiter. Vergessen war, dass die Unitätsdirektion Hilfeersuchen für Juden und als Nichtarier verfolgte Christen abgewiesen hatte. In andere Richtung geschichtsvergessen war das Schuldbekenntnis der Distriktssynode Herrnhut in Richtung der SED, demnach die Brüdergemeine angesichts der Not der Arbeiter im 19. Jahrhundert versagt habe, angeblich anders als die damaligen Sozialisten, womit die Brüdergemeine nach dem Urteil von Hedwig Richter ihr aktives Engagement in der Diakonie für Arme und Schwache verleugnete.
1992 wurde die Gliederung der Europäisch-Festländischen Provinz in Distrikte wieder aufgehoben. Die Provinzialleitung agiert heute von Bad Boll, Herrnhut und Zeist aus. Wichtige Einrichtungen der Brüdergemeine haben ihren Sitz in Herrnhut (Unitätsarchiv, Völkerkundemuseum und -sammlungen).

## Provinzialleitung
Seitdem Gesamtleitung und Provinzialleitung klar getrennt sind, wird der Leiter der Provinz als Vorsitzender der Unitätsdirektion bezeichnet.

## Kirchengemeinden und Sozietäten in der Provinz

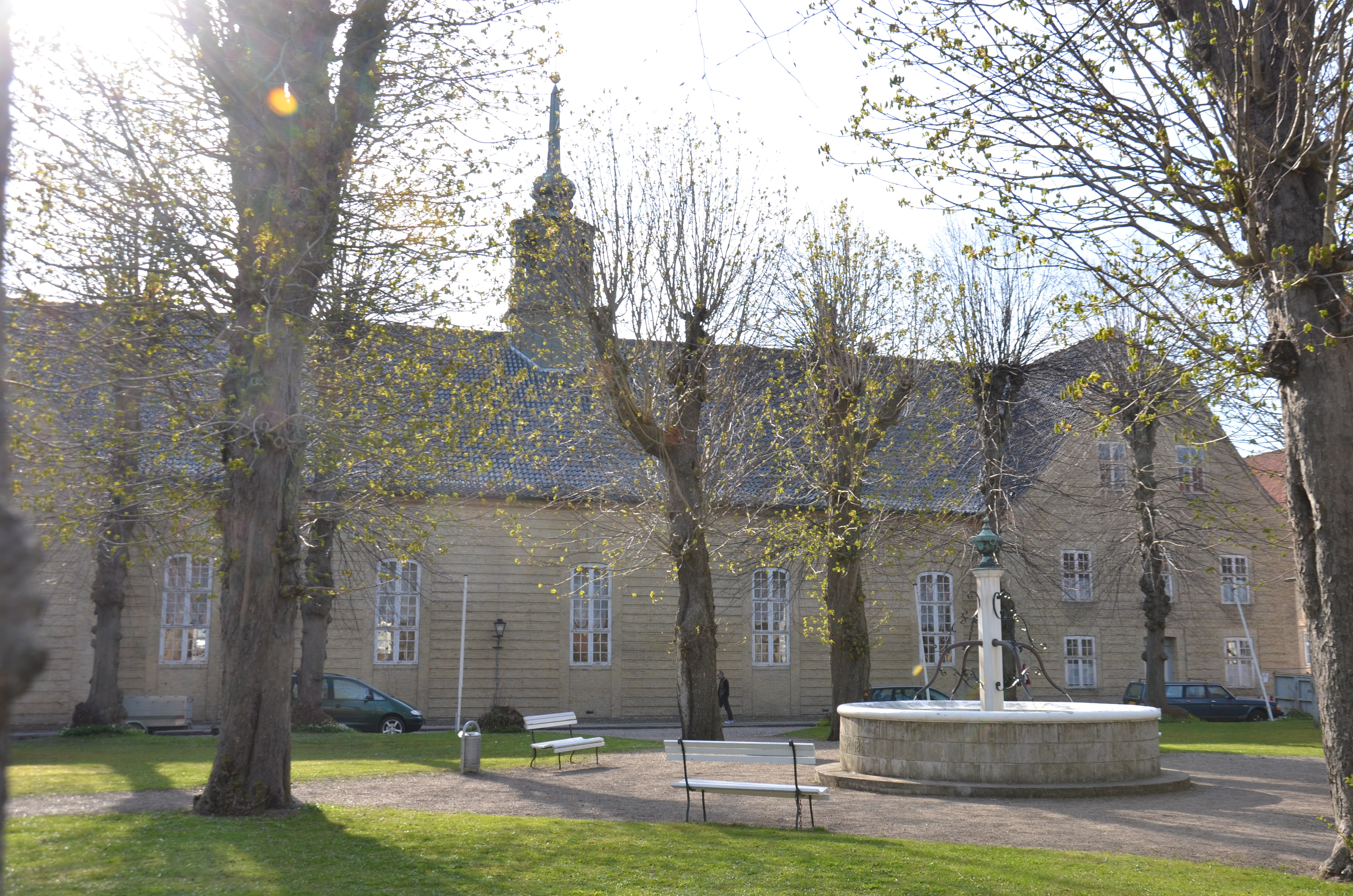
Kirchsaal in Christiansfeld

### In Albanien
In Albanien ist die Brüdergemeine landesweit als eine Einheit organisiert.
- Lutheran Moravian Church of Albania

### In Dänemark
- Christiansfeld: Brødremenigheden Christiansfeld (1773 mit Privileg des dänischen Königs gegründete Ortsgemeine)

### In Deutschland

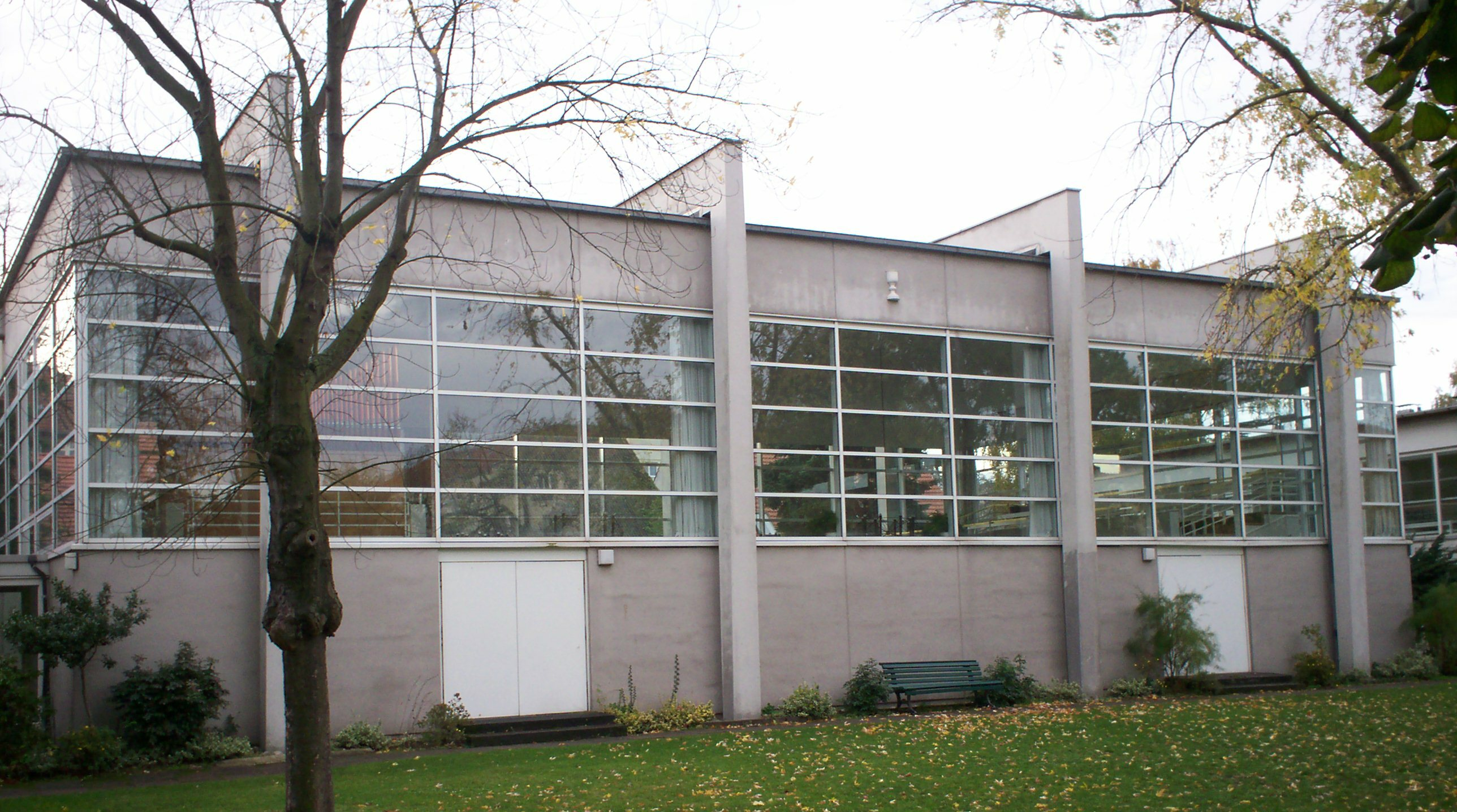
Der 1962 erbaute Kirchsaal in der Kirchgasse in Rixdorf, Bezirk Neukölln von Berlin

#### Kirchengemeinden

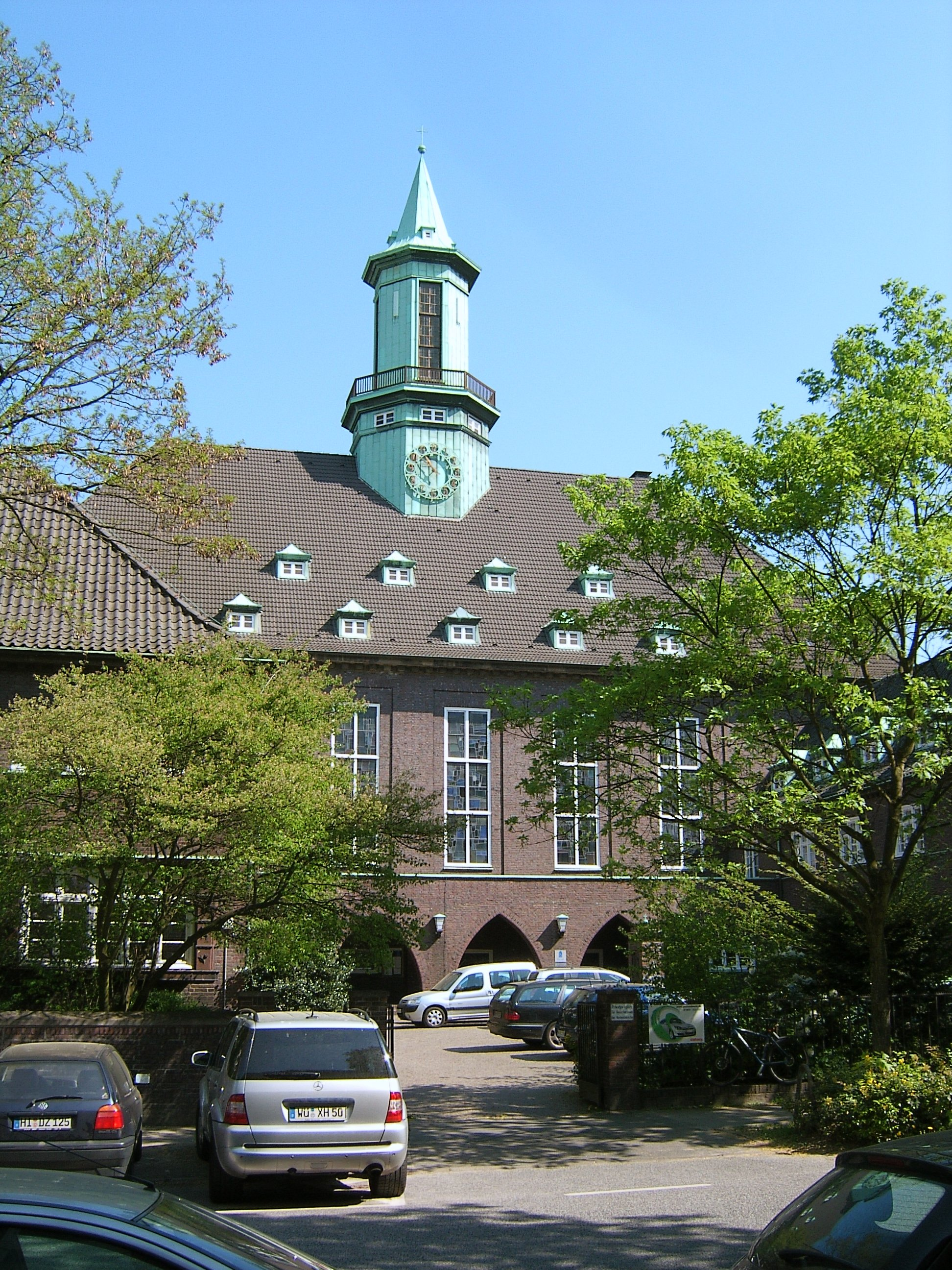
In Hamburg ist die Brüdergemeine seit 2004 Partner der lutherischen Heilandskirche.

- Bad Boll: Herrnhuter Brüdergemeine Bad Boll
- Berlin: Evangelische Brüdergemeine Berlin
- Bielefeld: Herrnhuter Brüdergemeine in Nordrhein-Westfalen
- Dresden: Herrnhuter Brüdergemeine Dresden
- Düsseldorf: Herrnhuter Brüdergemeine in Nordrhein-Westfalen
- Ebersdorf: Evangelische Brüdergemeine Ebersdorf (zu Saalburg-Ebersdorf)
- Frankfurt am Main: Evangelische Brüdergemeine Rhein-Main
- Gnadau: Evangelische Brüdergemeine Gnadau (zu Barby)
- Hamburg: Herrnhuter Brüdergemeine Hamburg
- Herrnhut: Evangelische Brüdergemeine Herrnhut
- Kleinwelka: Evangelische Brüdergemeine Kleinwelka (zu Bautzen)
- Königsfeld im Schwarzwald: Evangelische Brüdergemeine Königsfeld
- Neudietendorf: Evangelische Brüdergemeine Neudietendorf
- Neugnadenfeld: Herrnhuter Brüdergemeine Neugnadenfeld (zu Ringe)
- Neuwied: Evangelische Brüdergemeine Neuwied
- Niesky: Evangelische Brüdergemeine Niesky

#### Ehemalige Kirchengemeinden und Sozietäten
- Norden (Ostfriesland): Ehemalige Brüdergemeine in Norden

#### Sozietäten
- Cottbus: Haltestelle Cottbus
- Forst in der Lausitz: Sozietät Forst
- Herrnhaag: Sozietät Herrnhaag (zu Büdingen)

Bei der Gründung der drei württembergischen pietistischen „Brüdergemeinden“ waren die Herrnhuter Brüdergemeinen ein Vorbild. Die Brüdergemeinden Korntal und Wilhelmsdorf gehörten im Unterschied zu Königsfeld jedoch nicht zur Brüderunität. Die Gründungsurkunde König Friedrichs I. von Württemberg datiert auf den 12. August 1806.

### In Estland

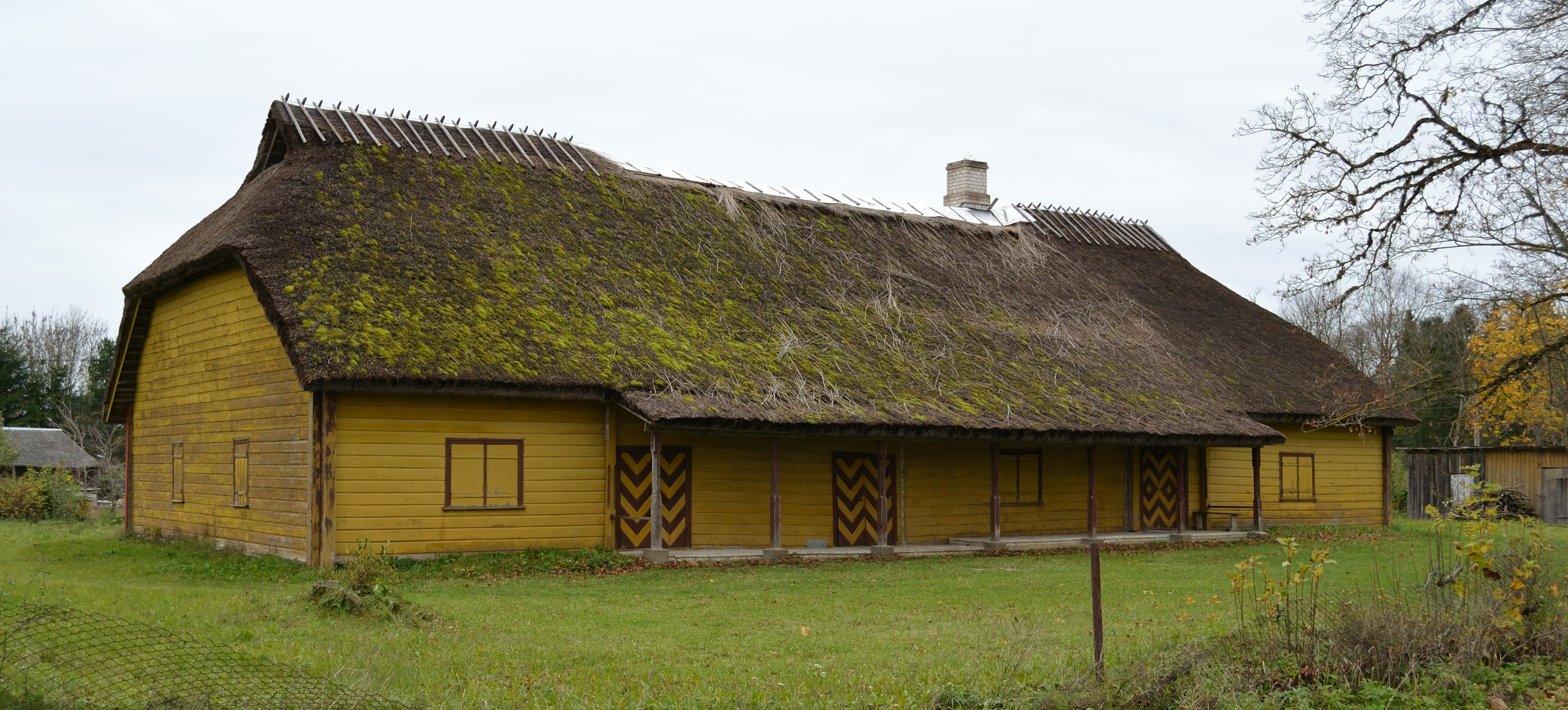
Kirchsaal in Hageri

Nachdem die um 1850 rund 70.000 Mitglieder umfassende Brüdergemeine in den folgenden Jahren weitgehend untergegangen war, wurde sie erst nach der Selbständigkeit der Republik 1990 staatlich anerkannt. Sie bildet innerhalb der Provinz eine Sozietät und ist landesweit als Eesti Evangeelne Vennastekogudus organisiert. Kirchsäle bestehen in den unten genannten Orten.
- Hageri: Gebetshaus (palvemaja)
- Jaanimäe: Gebetshaus
- Kulli: Gebetshaus
- Kuusalu: Gebetshaus
- Nabala: Gebetshaus
- Nissi: Gebetshaus
- Pikavere: Gebetshaus
- Pühalepa: Gebetshaus
- Tallinn-Nõmme: Gebetshaus
- Tõdva: Gebetshaus

### In Lettland
In Lettland ist die Brüdergemeine landesweit als Einheit unter dem Namen Brāļu draudzes misja („Mission der Brüdergemeine“) organisiert.

### In den Niederlanden

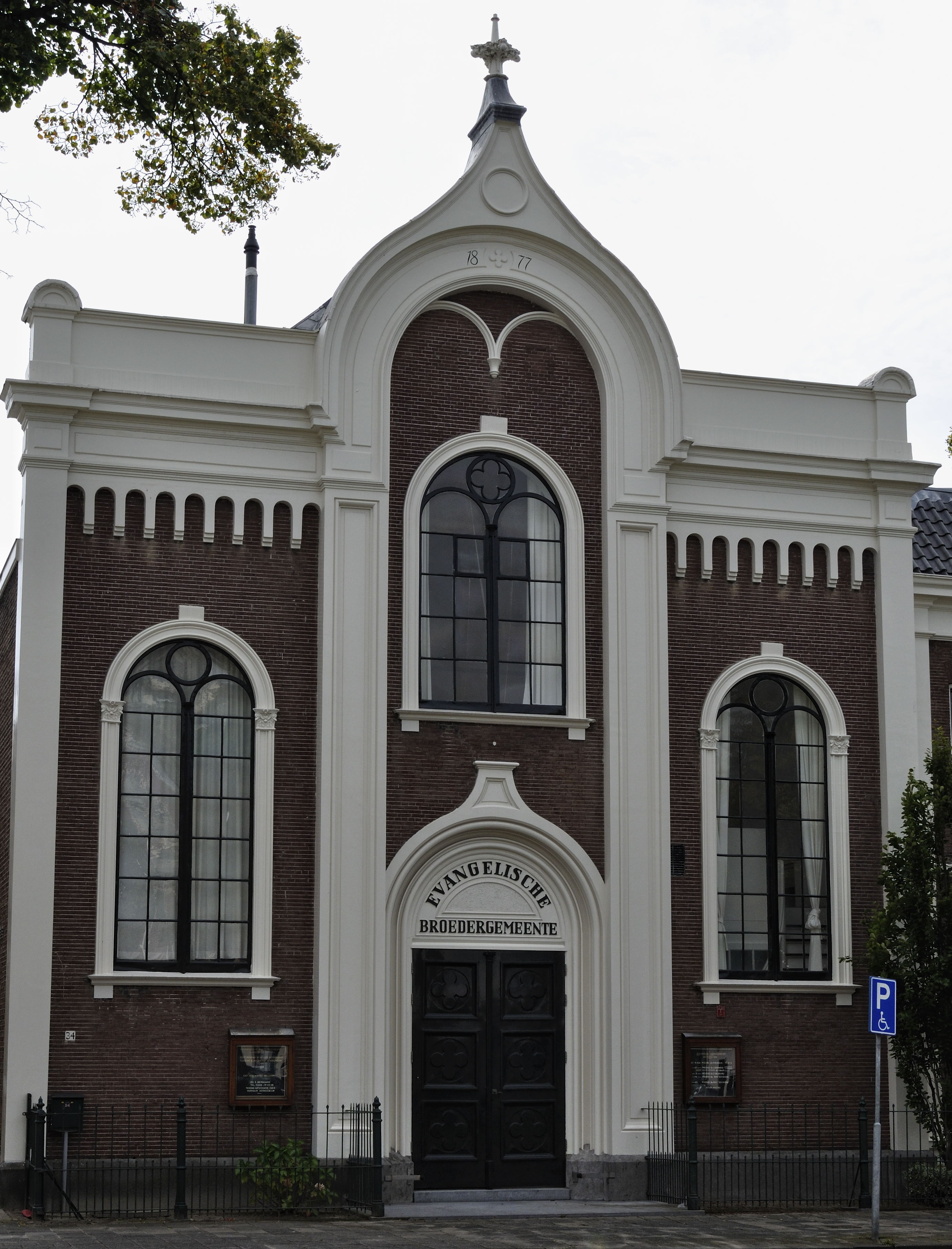
Kirchsaal in Haarlem

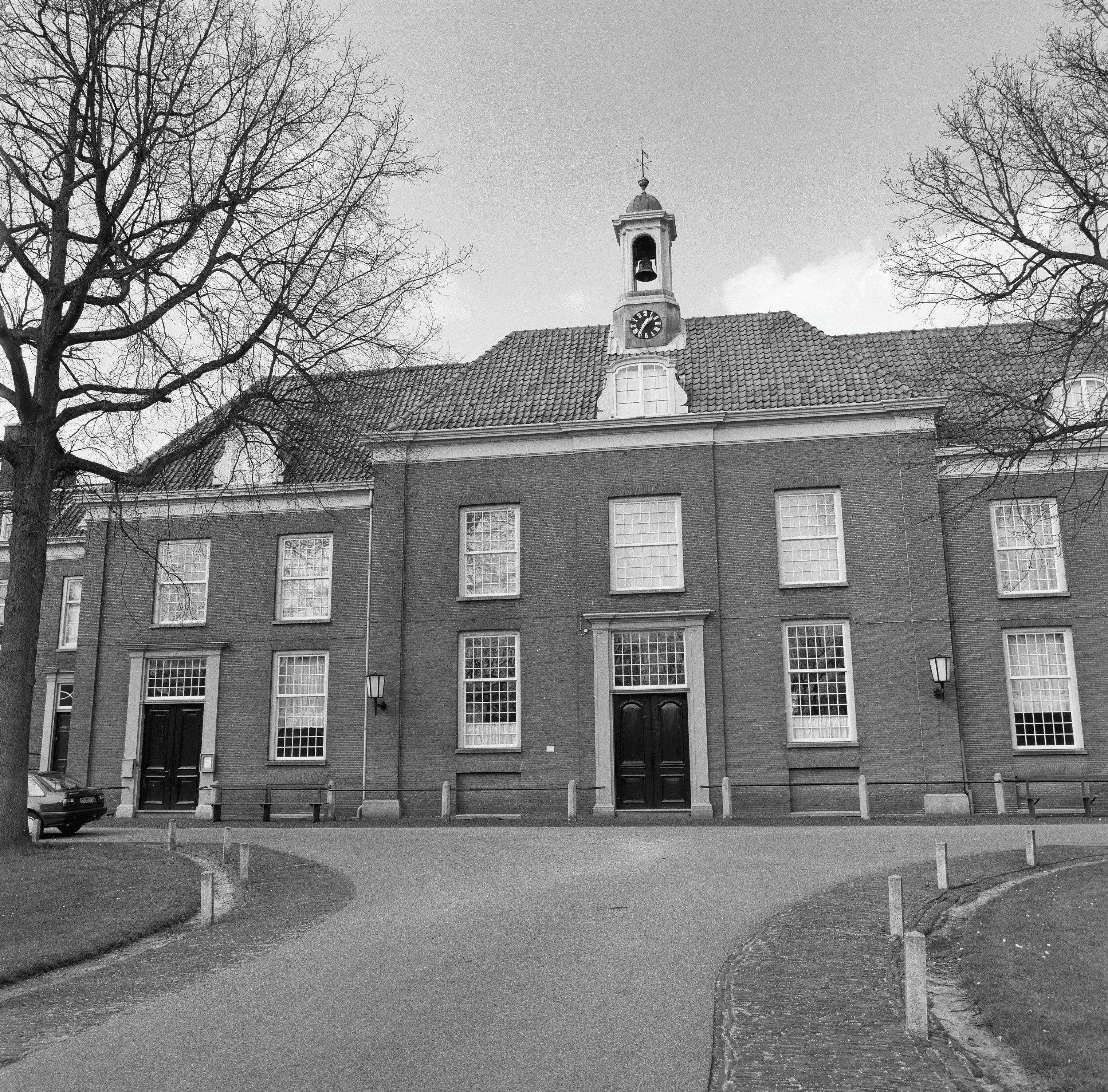
Kirchsaal in Zeist

Eine erste Niederlassung wurde 1736 in s´Heerendijk bei IJsselstein gegründet. Das Zentrum der brüderischen Arbeit bildet die 1746 gegründete Ortsgemeine Zeist. Sie betrieb unter anderem die erfolgreiche Missionsarbeit in Surinam. Ein Großteil der derzeit (2020) 9.700 Mitglieder sind Einwanderer aus Surinam und deren Nachkommen.
- Amsterdam: Evangelische Broedergemeente Amsterdam-Stad en Flevoland
- Amsterdam: Evangelische Brodergemeente Amsterdam-Zuidoost
- Den Haag: Evangelische Broedergemeente Haaglanden e.o.
- Haarlem: Evangelische Broedergemeente Noord-Holland
- Rotterdam: Evangelische Broedergemeente Rotterdam
- Utrecht: Evangelische Broedergemeente Utrecht
- Zeist: Evangelische Broedergemeente Zeist

### In Schweden
- Göteborg: Evangeliska Brödraförsamlingen Göteborg[57]
- Stockholm: Evangeliska Brödraförsamlingen Stockholm[58] (beide Gemeinden sind auch Teil der Schwedischen Kirche)

### In der Schweiz
In der Schweiz fungieren die Brüdergemeinen als Sozietäten der jeweiligen kantonalen reformierten Landeskirchen.
- Basel: Herrnhuter Sozietät Basel
- Bern: Herrnhuter Sozietät Bern
- Peseux: Église morave en Suisse romande[59]
- Menziken: Herrnhuter Sozietät Menziken bis 2017[60]
- Zürich: Herrnhuter Sozietät Zürich
- Le Locle und La Chaux-de-Fonds (im 20. Jahrhundert aufgelöst)[60]

## Schulen
- Amsterdam: Grundschule
- Herrnhut: Zinzendorf-Gymnasium
- Königsfeld im Schwarzwald: Zinzendorfschulen
- Tossens: Zinzendorfschule
- Zeist: Sekundarschule